# Oliver Lücke
Oliver Lücke (6 aprile 1964) è un ex schermidore tedesco.

## Palmarès
In carriera ha conseguito i seguenti risultati:
- Mondiali di scherma

Nimes 2001: bronzo nella spada individuale.
- Europei di scherma

Funchal 2000: bronzo nella spada a squadre.